# RCF Aube/Haute-Marne
RCF Aube/Haute-Marne est une station de radio locale, associative et chrétienne, diffusant ses programmes dans l'Aube et en Haute-Marne. Elle est fondée en 1991 et est affiliée au réseau Radio chrétienne francophone. Elle cesse d'émettre le 1er juin 2020.

## Historique
Cette radio est fondée en 1991 à Troyes, diffusant ses programmes tout d'abord sous le nom de Radio Fourvière Aube, devenant ensuite RCF Aube en 1996. Elle se développe ensuite sur le département de l'Aube avec six fréquences, couvrant plus de 80 % du département. Depuis 2008, elle dispose de deux fréquences supplémentaires pour Chaumont et Langres. Devenue RCF Aube/Haute-Marne en 2008, elle compte depuis lors huit fréquences.
En 2017, le CSA renouvelle l'autorisation d'exploitation de cette radio en catégorie A, c'est-à-dire en qualité de radio associative.
Le 1er juin 2020, RCF Aube/Haute-Marne cesse d'émettre, dans le cadre d'une réorganisation nationale, l'union des radios RCF cessant la diffusion de ses programmes nationaux sur les ondes de RCF Aube/Haute-Marne,.
D'anciens salariés de RCF Aube/Haute-Marne fondent une nouvelle station de radio locale Troyes Aube Radio.

## Équipes
Une équipe journalistique est située à Chaumont. Composée de cinq salariés et de 120 bénévoles, elle est placée sous l'autorité d'un rédacteur en chef. Elle couvre le département de la Haute Marne, en suivant l’actualité généraliste et diocésaine de ce département. Un journal local matinal est commun aux deux départements. Un autre journal quotidien, en direct le soir, concerne les informations de l'ancienne région Champagne-Ardenne. Il y a de plus des rendez-vous mensuels thématiques, sous forme de magazines, chroniques, émissions spéciales.

## Programmation
RCF Aube/Haute-Marne produit près de 4 h 30 de programme local chaque jour.
La radio associative ne se borne pas à parler de la religion, mais elle conserve cela étant son identité spirituelle. À l'antenne, il est question aussi bien de spiritualité que d'actualité, de cuisine que de conseils vétérinaires. La programmation est éclectique : musique, informations, foi, culture, société, sports, reportages. La prière du matin coexiste avec l'accordéon.

## Diffusion
Avant qu'elle rend ses fréquences, la radio diffusait ses programmes sur le département aubois (Troyes ; Romilly-sur-Seine ; Nogent-sur-Seine ; Bar-sur-Aube ; Brienne-le-Château ; Bar-sur-Seine ; Aix-en-Othe et Clairvaux) et disposait de deux fréquences sur le département haut-marnais (Langres et Chaumont).